# OR8A1
OR8A1 (англ. Olfactory receptor family 8 subfamily A member 1) – білок, який кодується однойменним геном, розташованим у людей на короткому плечі 11-ї хромосоми. Довжина поліпептидного ланцюга білка становить 326 амінокислот, а молекулярна маса — 36 388.
| 10         |  | 20         |  | 30         |  | 40         |  | 50         |
| ---------- |  | ---------- |  | ---------- |  | ---------- |  | ---------- |
| MGFLSPMHPC |  | RPPTQRRMAA |  | GNHSTVTEFI |  | LKGLTKRADL |  | QLPLFLLFLG |
| IYLVTIVGNL |  | GMITLICLNS |  | QLHTPMYYFL |  | SNLSLMDLCY |  | SSVITPKMLV |
| NFVSEKNIIS |  | YAGCMSQLYF |  | FLVFVIAECY |  | MLTVMAYDRY |  | VAICHPLLYN |
| IIMSHHTCLL |  | LVAVVYAIGL |  | IGSTIETGLM |  | LKLPYCEHLI |  | SHYFCDILPL |
| MKLSCSSTYD |  | VEMTVFFSAG |  | FNIIVTSLTV |  | LVSYTFILSS |  | ILGISTTEGR |
| SKAFSTCSSH |  | LAAVGMFYGS |  | TAFMYLKPST |  | ISSLTQENVA |  | SVFYTTVIPM |
| LNPLIYSLRN |  | KEVKAAVQKT |  | LRGKLF     |  |            |  |            |

A: Аланін

C: Цистеїн

D: Аспарагінова кислота

E: Глутамінова кислота

F: Фенілаланін

G: Гліцин

H: Гістидин

I: Ізолейцин

K: Лізин

L: Лейцин

M: Метіонін

N: Аспарагін

P: Пролін

Q: Глутамін

R: Аргінін

S: Серин

T: Треонін

V: Валін

Кодований геном білок за функціями належить до ольфакторних рецепторів, представників родини G-білокспряжених рецепторів. Це мембранний білок, локалізований у клітинній мембрані нюхових нейронів.
Зміни метилювання промотора цього гену спостерігали в експериментах з утворенням рефлексу уникання з застосуванням запаху черемхи. Епігенетичні зміни в експерименті виявлялися також у нащадків експериментальних мишей упродовж 2-х поколінь без повторного утворення рефлексу.